# Kopli tänav
La rue Kopli (estonien : Kopli tänav), anciennement rue Telliskopli et rue Kalinin, est une rue du nord de Tallinn en Estonie.

## Présentation
La rue Kopli parcourt les quartiers de Kalamaja, Karjamaa, Sitsi, Pelguranna et Kopli et la péninsule de Kopli.
Sa longueur est de 5,225 km,.
La rue Kopli tänav commence à l'intersection de la rue Kesk-Kalamaja tänav et de Põhja puiestee, près de la gare de Tallinn-Baltique, et s'étend initialement vers l'ouest.
Elle croise ensuite Vana-Kalamaja tänav, Reisijate tänav, Kotzebue tänav, Vabriku tänav, Malmi tänav Telliskivi tänav, Graniidi tänav, Salme tänav, Kungla tänav, Volta tänav, Erika  tänav, Ristiku tänav, Angerja tänav, Karjamaa tänav, Paavli tänav, Sitsi tänav, Tööstuse tänav, Paljassaare tee, Niidi tänav, Lõime tänav, Maleva tänav, Sõle tänav, Pelguranna tänav, Vasara tänav, Uus-Maleva tänav, Ankru tänav, Kilbi tänav, Marati tänav, Ketta tänav, Sepa tänav, Kaevuri tänav, Süsta tänav et Kaluri tänav.

## Bâtiments de la rue
| #   | Image | Réf.                         |
| --- | ----- | ---------------------------- |
| 4   |       |                              |
| 1   |       | Balti Jaama Turg             |
| 69c |       | Cimetière de Kopli.          |
| 92  |       | Lycée de Karjamaa.           |
| 101 |       | Académie maritime estonienne |
| 102 |       | Lycée d'art de Kopli         |